# Собор Святой Троицы (Солт-Лейк-Сити)
Собор Святой Троицы (англ. Holy Trinity Greek Orthodox Church) — собор Денверской митрополии Константинопольской православной церкви, расположенный в Солт-Лейк-Сити.

## История
Греческая православная община Солт-Лейк-Сити создана в 1905 году, став четырнадцатым греческим приходом в США. Община приобрела участок для церкви по адресу 439 West 400 South и получила кредит на строительство. Первый священник прибыл из Греции в апреле, 29 октября 1905 года освятив храм, посвящённый Святой Троице. Церковь была центральным элементом Греческого города в Солт-Лейк-Сити и окормляла помимо греков, также сербских и русских иммигрантов. Со временем община увеличивалась и храм стал мал для неё. Было принято решение о выкупе нового участка по адресу 279 S. 300 West, а старый участок был продан. В 1920 году члены общины приступили к планированию строительства нового здания. Краеугольный камень собора был заложен 23 августа 1923 года, первая служба состоялась 13 августа 1924 года, а новое здание было освящено 2 августа 1925 года после погашения кредита.
Собор построен в византийском стиле, чуждым для региона. Проект был разработан местной архитектурной фирмой Pope and Burton в сотрудничестве с греческим архитектором из Чикаго Н. А. Докасом, который известен проектом греческого православного храма в Чикаго — Благовещенского собора.
В статус кафедрального собора храм Святой Троицы был возведён в 1968 году во время визита архиепископа Иакова, предстоятеля Греческой православной архиепархии Америки.
8 июля 1975 года Кафедральный собор Святой Троицы в Солт-Лейк-Сити был включён в Национальный реестр исторических мест США.
На нижнем этаже собора в 1992 году был открыт Греческий музей культуры, экспонаты которого посвящены истории греческой иммиграции на запад США и жизни иммигрантов в долине Солёного озера.
В период с 1997-2005 гг в соборе проходил капитальный ремонт, затраты совтавили 4,2 млн. долларов.